# ニール・ラビュート
ニール・ラビュート（Neil LaBute, 1963年3月19日 - ）は、アメリカ合衆国ミシガン州出身の映画監督・脚本家である。

## 略歴
ミシガン州デトロイトで生まれ、ワシントン州スポケーンで育つ。カンザス大学、ニューヨーク大学などで映画制作・脚本を学ぶ。その後、舞台の脚本家としてキャリアをスタートした。
アーロン・エッカートをよく起用するが、大学時代に出会った友人同士だという。

## 監督作品
- In The Company Of Men (1997)
- 僕らのセックス、隣の愛人 Your Friends & Neighbors (1998)
- ベティ・サイズモア Nurse Betty (2000)
- 抱擁 Possession (2002)
- 彼氏がステキになったワケ The Shape of Things (2003)
- ウィッカーマン The Wicker Man (2006)
- レイクビュー・テラス 危険な隣人 Lakeview Terrace (2008)
- お葬式に乾杯! Death at a Funeral (2010)
- ラビリンス 抜け出せないふたり Some Velvet Morning (2013)
- Dirty Weekend  (2015)
- House of Darkness (2022)
- Out of the Blue (2022)
- レディ・サバイブ Fear the Night (2023)

## 参照
1. ↑  “Neil LaBute Biography (1963-)”. Film Reference. 2023年2月24日閲覧。